# Gianvittore Vaccari
Gianvittore Vaccari (Feltre, 8 aprile 1956) è un politico italiano.

## Biografia
Ingegnere, si è occupato specialmente di salvaguardia ambientale, lavorando inizialmente presso il Dipartimento di Idraulica dell'Università degli Studi di Pavia negli anni 1983-1984, e poi come responsabile dei processi o di uffici tecnici presso ditte private.
È stato componente dell'Assemblea Ente di bacino numero 1 (Valbelluna) del Piano Regionale Sviluppo Urbano  e membro del consiglio di amministrazione della Libera Università IULM di Feltre dal 1994 al 2001.
È stato sindaco della città di Feltre dal 1993 al 2002, e dal 2007 al 2012, e consigliere provinciale a Belluno. Nel 1999 è candidato con la Lega alle elezioni europee nella circoscrizione dell'Italia Nord-Orientale, senza risultare eletto. Ha ricoperto il ruolo di Segretario della Lega Nord per la provincia di Belluno. Alle elezioni politiche del 2008 viene eletto Senatore della Repubblica Italiana, rimanendo in carica fino al 2013.
Alle elezioni amministrative del 2012 del comune di Feltre, candidato a consigliere comunale per la Lega Nord-Liga Veneta, ha ricevuto 35 voti di preferenza, risultando non eletto.